# 露露 (密蘇里州)
露露（英語：Lulu），又名露拉（Lula），是位於美國密蘇里州俄勒岡縣的非建制地區。

## 歷史
露露的郵局（名為露拉）於1908年設立，其後於1915年停運。

## 地理
露露所處的海拔為高於海平面236米（即774英呎），而該地所採用的時區為UTC-6，即北美中部時區（CST）。同時該地設有夏令時間，為UTC-6調快一小時，即UTC-5（CDT）。